# Böritzen
Böritzen ist ein Gemeindeteil des Markts Weidenberg im Landkreis Bayreuth (Oberfranken, Bayern). Böritzen liegt in der Gemarkung Untersteinach.

## Geografie
Die Einöde befindet sich am Westhang der Königsheide inmitten eines Waldgebiets. Sie liegt circa dreieinhalb Kilometer nordwestlich des Ortszentrums von Weidenberg. Wenig südlich, am Waldsaum, befindet sich Wölgada. In südwestlicher Richtung ist Untersteinach etwa einen bis anderthalb Kilometer entfernt.

## Geschichte
Eine erste urkundliche Erwähnung datiert auf 1251 unter dem Namen „Borlitz“, benannt nach einem slawischen Personennamen (Borel oder Boril).
Von 1797 bis 1810 unterstand der Ort dem Justiz- und Kammeramt Bayreuth. Mit dem Ersten Gemeindeedikt wurde Böritzen dem 1812 gebildeten Steuerdistrikt Untersteinach und der zugleich gebildeten Ruralgemeinde Untersteinach zugewiesen. Am 1. Mai 1978 wurde Böritzen im Zuge der Gebietsreform in Bayern nach Weidenberg eingemeindet.

### Einwohnerentwicklung
| Jahr      | 001818 | 001861 | 001871 | 001885 | 001900 | 001925 | 001950 | 001961 | 001970 | 001987 |
| Einwohner | *      | 12     | 5      | 8      | 7      | 5      | 8      | 0      | 0      | 0      |
| Häuser    | *      |        |        | 1      | 1      | 1      | 1      | 1      |        | 0      |
| Quelle    | [ 6 ]  | [ 9 ]  | [ 10 ] | [ 11 ] | [ 12 ] | [ 13 ] | [ 14 ] | [ 15 ] | [ 16 ] | [ 1 ]  |

## Religion
Böritzen ist seit der Reformation evangelisch-lutherisch geprägt und nach Nemmersdorf gepfarrt.